# Coupe d'Italie de football 1995-1996
Navigation
Coupe d'Italie 1994-1995 Coupe d'Italie 1996-1997
La Coupe d'Italie de football 1995-1996, est la 49e édition de la Coupe d'Italie.

## Compétition
Au premier tour 32 équipes sont appairées par tirage au sort et ne jouent qu'un seul match. Les 16 vainqueurs sont rejoints par seize équipes de Serie A pour disputer le deuxième tour avec la même formule, les seize vainqueurs disputent ensuite un huitième de finale également sur un seul match. À partir des quarts de finale jusqu'à la finale, les rencontres se jouent en match aller et retour.

### Quarts de finale
| Équipe          | Aller | Total           | Retour | Équipe           |
| --------------- | ----- | --------------- | ------ | ---------------- |
| Cagliari Calcio | 1 - 0 | 3 - 4           | 2 - 4  | Atalanta Bergame |
| Bologne         | 1 - 1 | 2 - 2 (tab 7-6) | 1 - 1  | AC Milan         |
| Inter Milan     | 1 - 1 | 2 - 1           | 1 - 0  | SS Lazio         |
| AC Fiorentina   | 1 - 0 | 3 - 1           | 2 - 1  | Palerme          |

### Demi-finales
Les matchs des demi-finales se déroulent le 14/15 février et le 27/28 février 1996.
| Équipe        | Aller | Total | Retour | Équipe           |
| ------------- | ----- | ----- | ------ | ---------------- |
| Bologne       | 1 - 1 | 1 - 3 | 0 - 2  | Atalanta Bergame |
| AC Fiorentina | 3 - 1 | 4 - 1 | 1 - 0  | Inter Milan      |

### Finales
| Finale aller | AC Fiorentina | 1 - 0   | Atalanta Bergame | Stade Artemio-Franchi, Florence |                          |
| 2 mai 1996   |               | (0 - 0) |                  | Arbitrage : Robert Boggi        | Arbitrage : Robert Boggi |

---
| Finale retour | Atalanta Bergame | 0 - 2   | AC Fiorentina | Stadio Atleti Azzurri d'Italia, Bergame |                                |
| 18 mai 1996   |                  | (0 - 0) |               | Arbitrage : Pierluigi Pairetto          | Arbitrage : Pierluigi Pairetto |

La Fiorentina remporte sa cinquième coupe d'Italie.